# Valbona
Valbona es un municipio y localidad española de la provincia de Teruel, en la comunidad autónoma de Aragón. El término municipal, ubicado en la comarca de Gúdar-Javalambre, tiene una población de 192 habitantes (INE 2024). Se encuentra en la cuenca del río Mijares.

## Toponimia
El topónimo Valbona es interpretable a partir del latín VALLIS BONA ("val buena", en aragonés, o "valle bueno", en castellano) y no presenta la diftongación de la Ŏ corta latina que cabría esperar en una zona antiguamente aragonesoparlante. De acuerdo con Agustín Ventura Conejero se remontaría a un periodo antiguo cuando todavía no se había diftongado esta Ŏ, lo que supondría un origen mozárabe del término, previo al aragonés, que ha permanecido hasta la actualidad. 

## Geografía
Valbona y el barro de Mislata se asientan en el alto valle del Mijares que se encaja entre las sierras de Javalambre y Gúdar que conforman las últimas estribaciones de la Cordillera Ibérica antes de adentrase en el Levante. Valbona está bañada por el río del mismo nombre que separa la población en dos núcleos, el núcleo principal o Valbona propiamente dicho y el barrio de Mislata. 
El barrio de Mislata situado en la margen derecha del río, tiene una fuerte y diferenciada identidad, siempre mantenida y reivindicada por sus vecinos. Hasta 1925 perteneció al municipio colindante de La Puebla de Valverde.[cita requerida]
El término municipal tiene una superficie de 40,7 km² y un perímetro de 34 km. La población dista de Teruel capital 33 km. Desde Teruel se puede llegar a Valbona siguiendo la autovía A-23 en sentido Valencia. En la salida 92 se toma la carretera comarcal A-232 y se circula durante 12 km en dirección Mora de Rubielos. El municipio limita con Mora de Rubielos, Sarrión, La Puebla de Valverde, Formiche Bajo y con Cabra de Mora.
| Formiche Bajo         | Cabra de Mora | Mora de Rubielos |
| La Puebla de Valverde |               | Mora de Rubielos |
| La Puebla de Valverde | Sarrión       | Mora de Rubielos |

## Historia

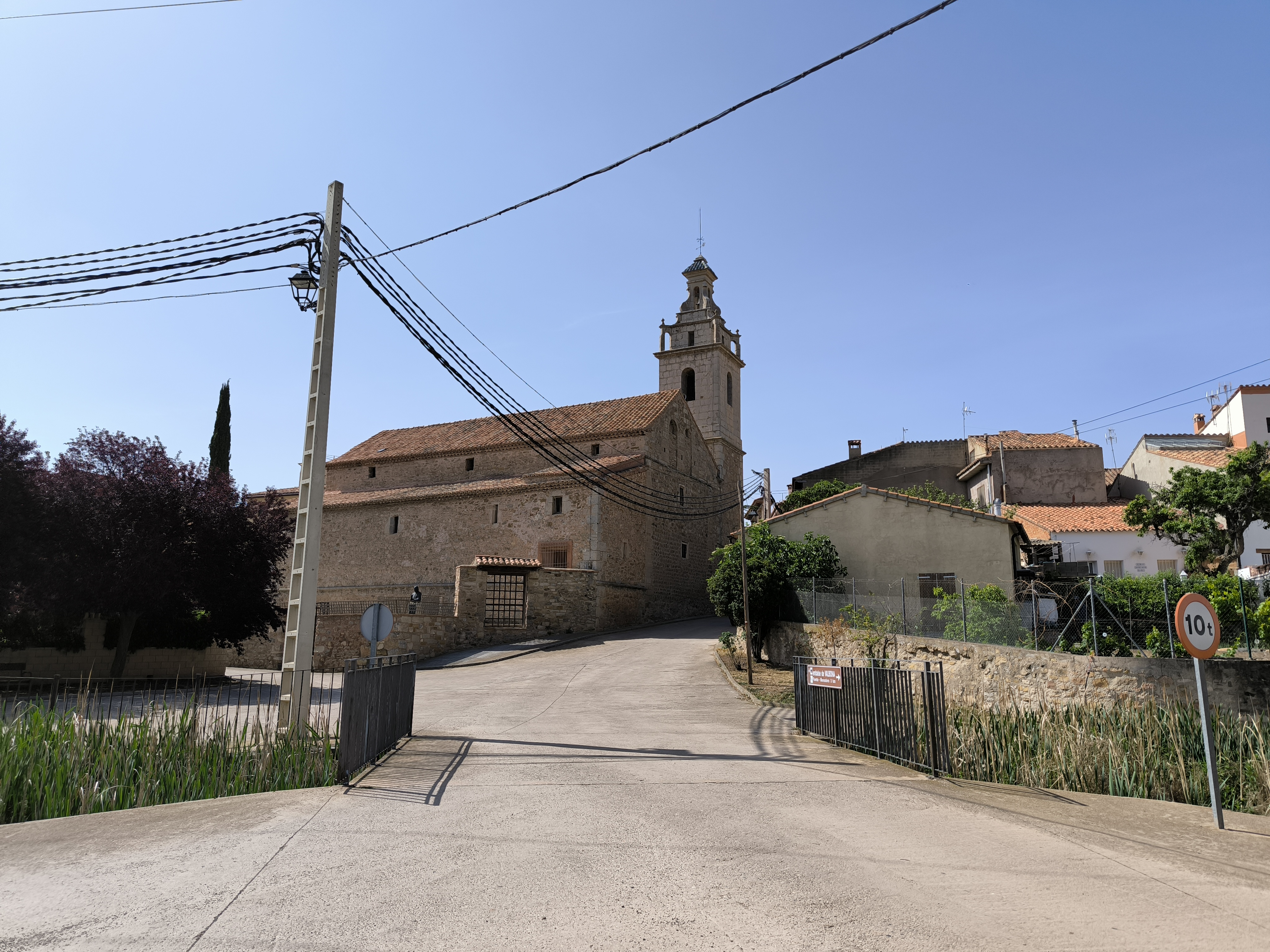
Iglesia parroquial de San Antonio Abad

Valbona es una pequeña población turolense de 192 habitantes cuyos orígenes se remontan a la Edad Media. De esta época es el arco que señalaba uno de los puntos de acceso a la población amurallada. La historia de Valbona está ligada a la de las poblaciones vecinas, como Mora o Rubielos. En el siglo XV se benefició como el resto de poblaciones del comercio de la lana. Entre sus edificios religiosos, destaca la iglesia de San Antonio Abad, barroca, del siglo XVI, inicialmente de una sola nave con bóveda de crucería, pero ampliada un siglo después con dos naves más. La ermita de la Virgen de Loreto es de estilo barroco, del siglo XVI, porticada con ocho columnas y realizada en mampostería y sillería, de nave única. La iglesia se encuentra sólo a unos pocos metros de la calle del Horno, justo en la zona más antigua y medieval del pueblo.

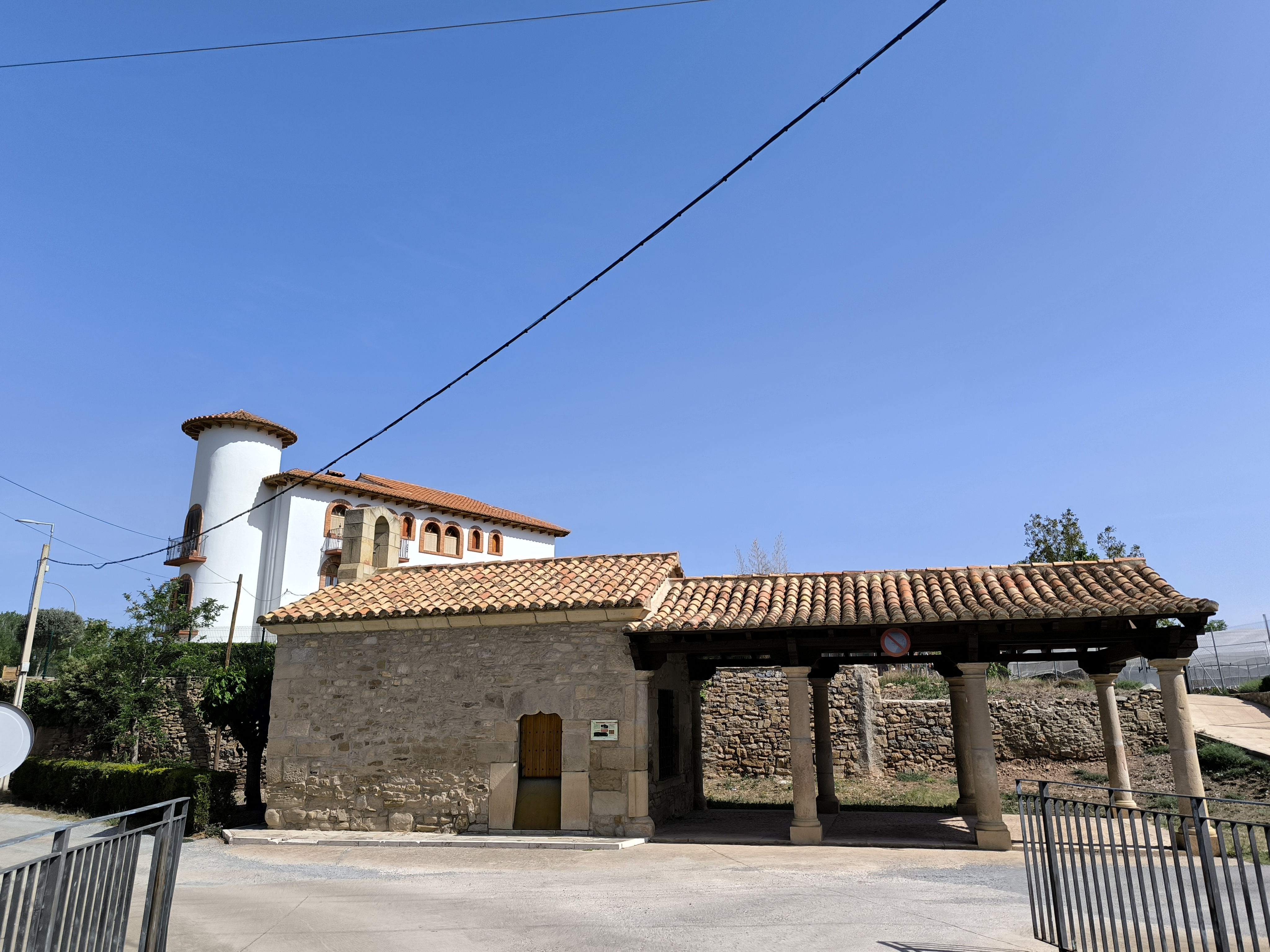
Ermita de Loreto

Sin duda el elemento más significativo de Valbona es el río y el agua. En sus alrededores, preguntando a los vecinos y siempre con precaución, se pueden encontrar pozas naturales de baño. El embalse de Valbona, cuyas aguas están dedicadas fundamentalmente al regadío, se encuentra a pocos kilómetros de la población y es un lugar apto para la pesca o la natación. Junto al pueblo, entre choperas y a orillas del río, podemos descansar en la arboleda del merendero de la Fuente del Conejo. Otra opción es el Azud, un paraje natural con un pequeño salto de agua que ha producido una poza profunda ideal para el baño, pero con precauciones. Tiene una fuente de aguas ferruginosas y sódicas de usos terapéuticos, pero de escasa nombradía, en el Monte del Cabezo, a la derecha de la Venta Chillapájaros (fuente del Cura).

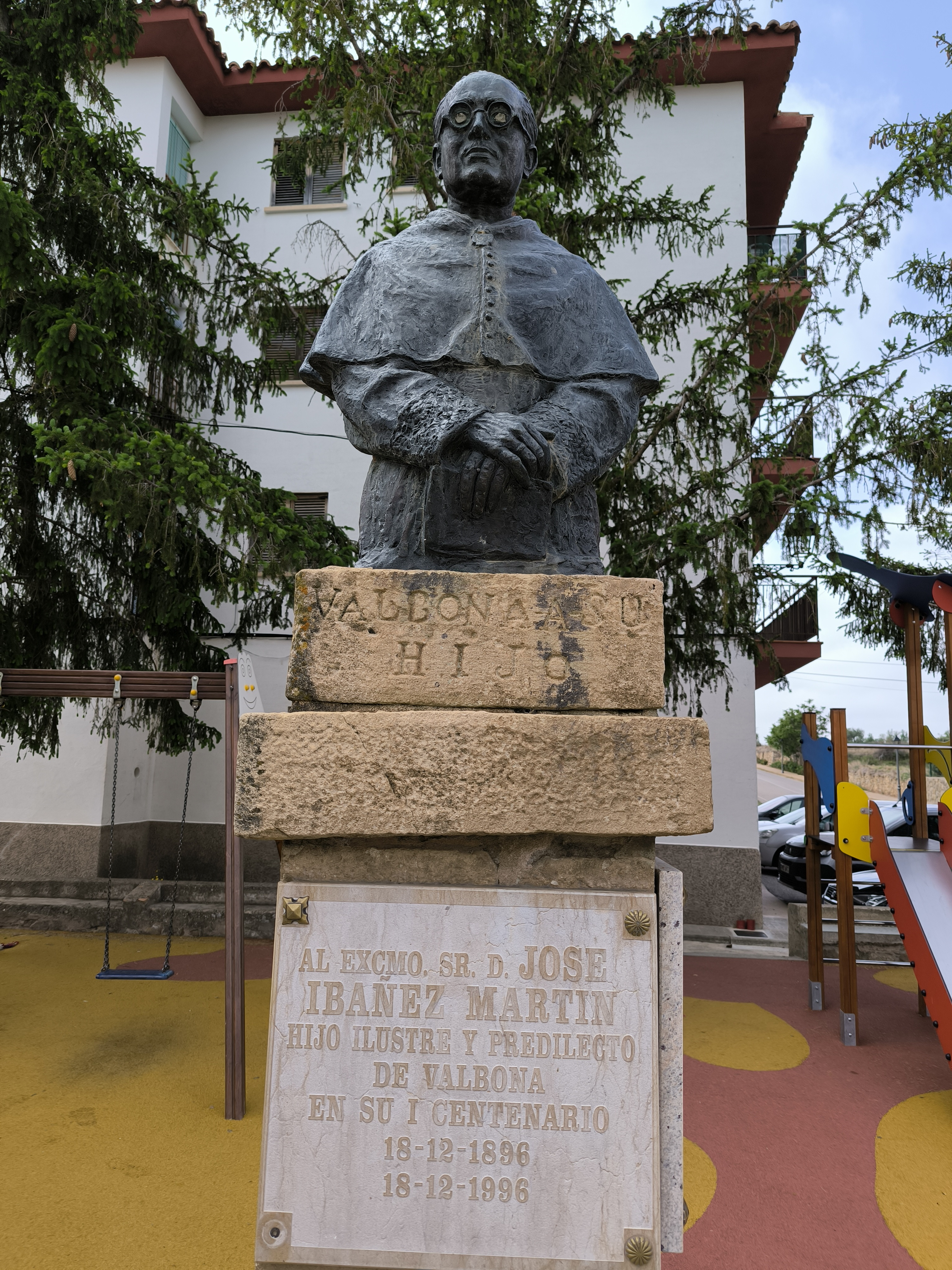
Monumento a José Ibáñez Martín

Hacia mediados del siglo XIX, el lugar tenía contabilizadas una población de 361 habitantes. Aparece descrito en el decimoquinto volumen del Diccionario geográfico-estadístico-histórico de España y sus posesiones de Ultramar de Pascual Madoz de la siguiente manera:

VALBONA: l. con ayunt. en la prov. y dióc. de Teruel (5 1/2 leg.), part. jud. de Mora (1), aud. terr. de Zaragoza y c. g. de Aragon: sit. en terreno llano en la márg. izq. del r. Valbona; el clima es frio y las enfermedades mas comunes las afecciones de pecho. Se compone de unas 90 casas de mala construccion formando cuerpo de pobl., cuyas calles son llanas y bastante recta la llamada Mayor; tiene una escuela de instruccion primaria; igl. parr. (San Antonio Abad) servida por un cura de entrada y de provision ordinaria; tiene un cementerio que en nada perjudica á la salud pública. Confina el térm. por el N. con el de Cabra; E. Mora ; S. Sarrion, y O. la Puebla de Valverde, part. de Teruel; es muy escaso de fuentes y el r. Valbona pasa por la parte del O. en direccion S. á incorporarse con el Mijares. El terreno es casi todo de secano y participa de monte y llano siendo de mediana calidad. Tiene una huerta que aunque no muy grande es de mucha utilidad por sus productos. Los caminos conducen á los pueblos inmediatos. El correo se recibe de Mora. prod.: trigo, cebada, maiz, cáñamo y muchas patatas y verduras; hay ganado lanar y vacuno, y caza de liebres, conejos y perdices. pobl.: 90 vec., 361 alm. riqueza imp.: 76,205 rs.
(Madoz, 1849, p. 262)

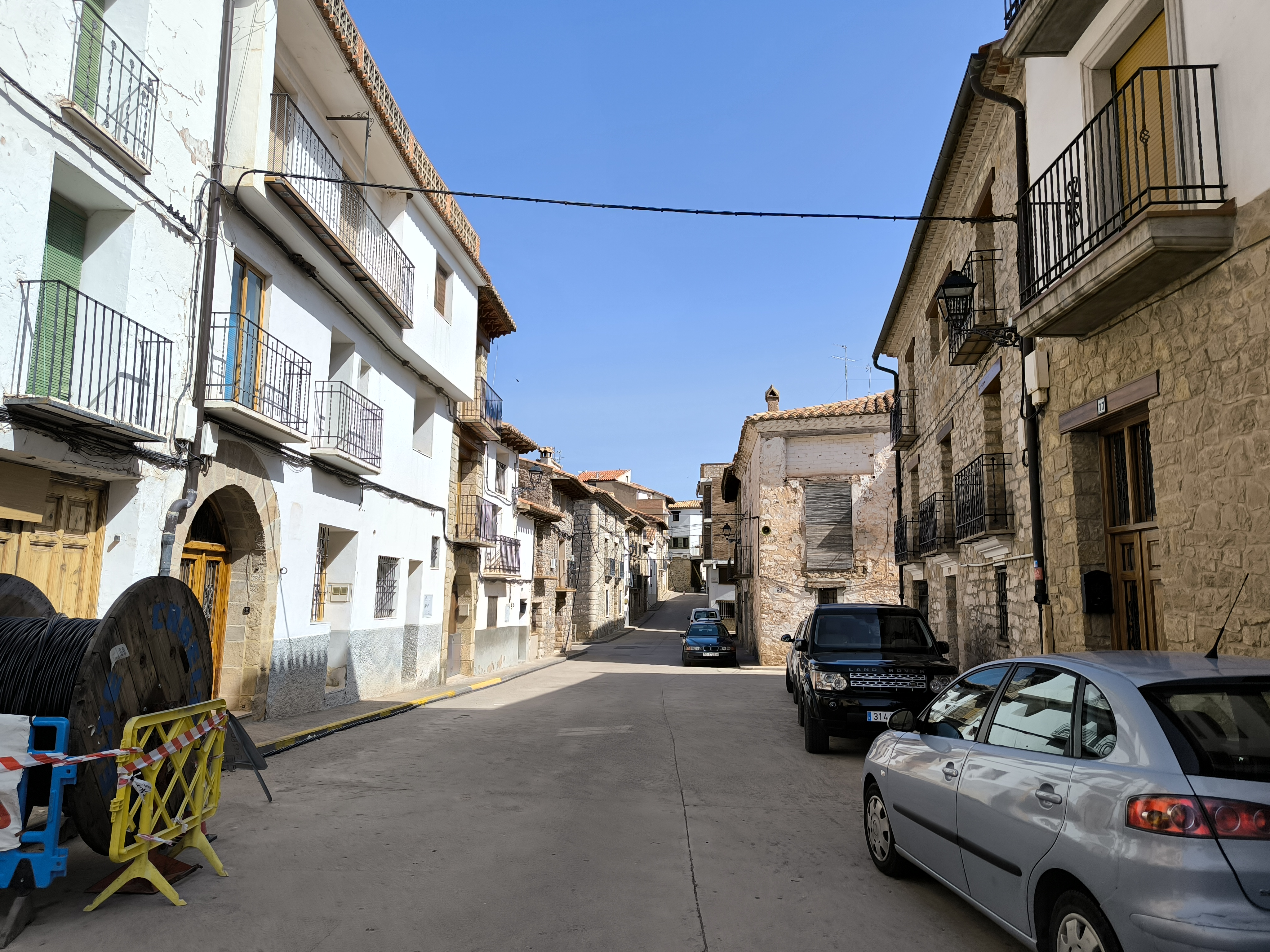
Calle Josè Ibáñez Martín

La calle principal de la localidad de Valbona está dedicada a José Ibáñez Martín. El municipio de Valbona lo componen dos núcleos urbanos, Valbona propiamente dicho, o "El Pueblo", al decir de los habitantes, y el barrio de Mislata, situado enfrente del anterior en la margen derecha del río, también llamado popularmente "Caburrío" y, oficialmente, "Barrio Calvo Sotelo", aunque nadie en la población lo llama así salvo en la correspondencia y la domiciliación. En 1925, en plena dictadura de Primo de Rivera 1923-1930; auspiciado por José Ibáñez Martín, y siendo director general de la Administración José Calvo Sotelo, del que era un gran amigo y correligionario, por el Real Decreto Ley de la Presidencia del Directorio Militar de 8 de junio de 1925, firmado por el propio rey Alfonso XIII, se autorizó la segregación del barrio de Mislata del vecino municipio de La Puebla de Valverde, agregándolo a Valbona.

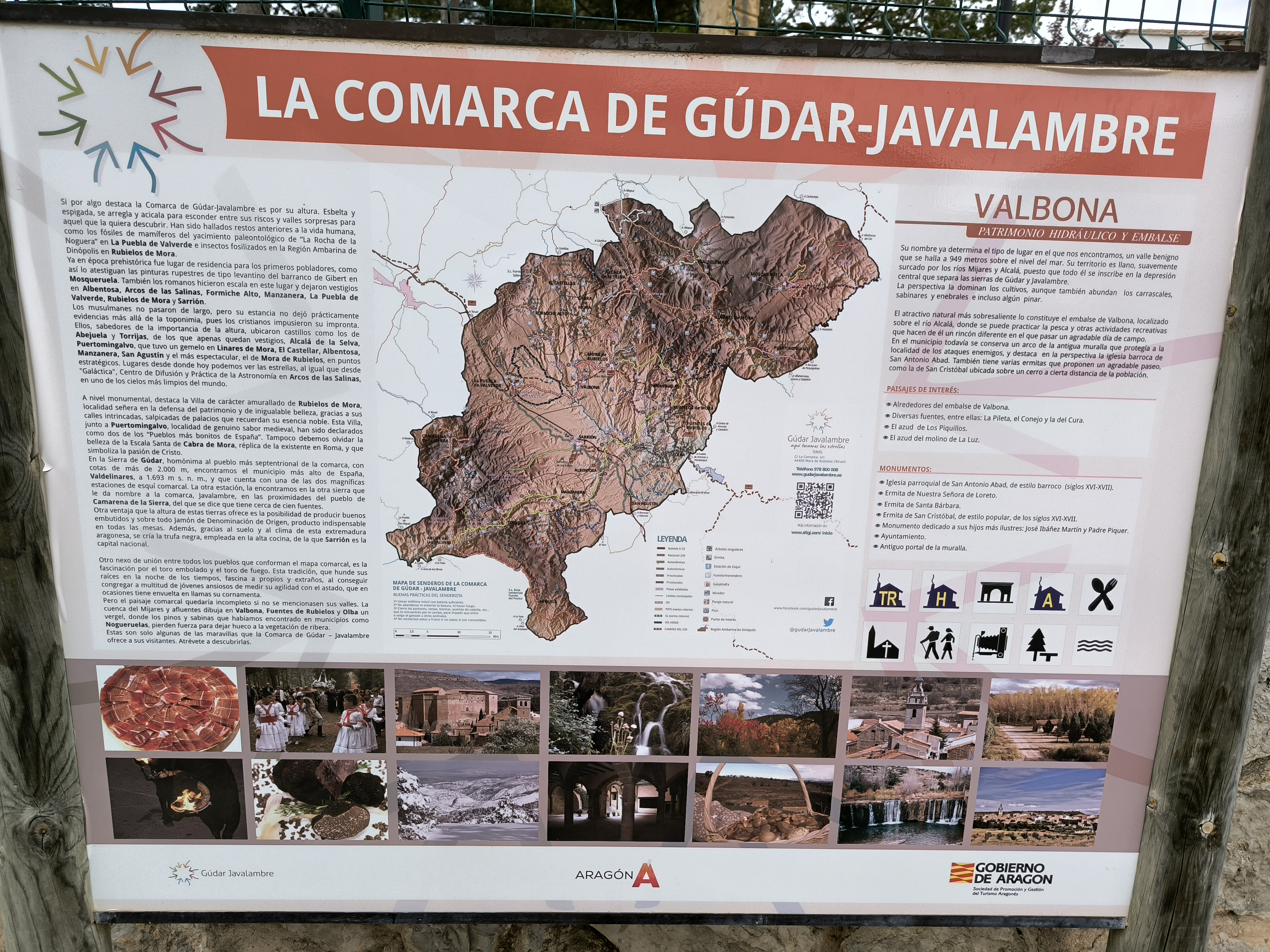
Panel turístico de Valbona

Existen serias dudas de que fuera un acuerdo libre solicitado por los habitantes de los núcleos de Valbona y de Mislata. La agregación de Mislata a Valbona contó con la oposición de La Puebla de Valverde y gran parte de los vecinos de Mislata. Fue hecho seguramente a instancia de José Ibáñez Martín, desde su puesto de presidente de la Diputación de Murcia, aprovechando el momento de excepción política que representaba la Dictadura de Primo de Rivera, disuelto el Congreso de los Diputado, el Senado y todos los ayuntamientos españoles, pero sobre todo echando mano de la amistad que Ibáñez Martín tenía con José Calvo Sotelo. Mislata perdió con ello su existencia como entidad menor a municipio que había tenido hasta entonces, con alcalde pedáneo y alguacil incluidos. Debería haber por ello una acto de reparación histórica, devolviendo al barrio su nombre original, Mislata, y, si se quisiera hacer mayor justicia, renombrando el municipio como Valbona y Mislata, para honrar que el nuevo municipio fue la unión de dos núcleos de población anteriores y para distinguir esta Valbona de todas las demás existentes en España. Mislata añadió más de un tercio de la superfiice al actual término municipal de Valbona.
Valbona, cuenta con 192 habitantes (INE 2024). Se puede considerar que, al igual que ocurre en toda la provincia, su población es escasa y tiene una baja densidad de población: 5,02 hab./km² .

## Demografía
Valbona cuenta con una población de 192 habitantes (INE 2024).
| Gráfica de evolución demográfica de Valbona entre 1842 y 2021                                                       |
| |
| Población de derecho según los censos de población del INE Población de hecho según los censos de población del INE |

## Administración y política
| Período   | Alcalde                 | Partido |  |
| --------- | ----------------------- | ------- |  |
| 1979-1983 | Martín Bolós Camallonga | PAR     |  |
| 1983-1987 | Martín Bolós Camallonga | PAR     |  |
| 1987-1991 |                         | PAR     |  |
| 1991-1995 | Higinia Torres          | PAR     |  |
| 1995-1999 | Higinia Torres          | PAR     |  |
| 1999-2003 | Víctor Sanz Herrero     | PP      |  |
| 2003-2007 | Víctor Sanz Herrero     | PP      |  |
| 2007-2011 | Víctor Sanz Herrero     | PP      |  |
| 2011-2015 | Víctor Sanz Herrero     | PP      |  |
| 2015-2019 | Víctor Sanz Herrero     | PP      |  |
| 2019-2023 | María Paz Martín Labern | PP      |  |

| Partido político    | Partido político                                   | 1979   | 1983   | 1987   | 1991   | 1995   | 1999   | 2003   | 2007   | 2011   | 2015   | 2019   |
| Partido político    | Partido político                                   | Ediles | Ediles | Ediles | Ediles | Ediles | Ediles | Ediles | Ediles | Ediles | Ediles | Ediles |
|                     | Partido Popular de Aragón (PP)                     | —      | —      | —      | —      | 2      | 4      | 5      | 4      | 4      | 4      | 3      |
|                     | Partido de los Socialistas de Aragón (PSOE-Aragón) | 1      | 1      | 1      | 1      | —      | —      | —      | 1      | 1      | 1      | 1      |
|                     | Partido Aragonés (PAR)                             | 4      | 4      | 3      | 3      | 1      | —      | —      | —      | —      | —      | 1      |
|                     | Chunta Aragonesista (CHA)                          | —      | —      | —      | —      | —      | —      | —      | —      | —      | —      | —      |
|                     | Centro Democrático y Social (CDS)                  | —      | —      | —      | 1      | —      | —      | —      | —      | —      | —      | —      |
| Total de concejales | Total de concejales                                | 5      | 5      | 5      | 5      | 5      | 5      | 5      | 5      | 5      | 5      | 5      |

## Patrimonio

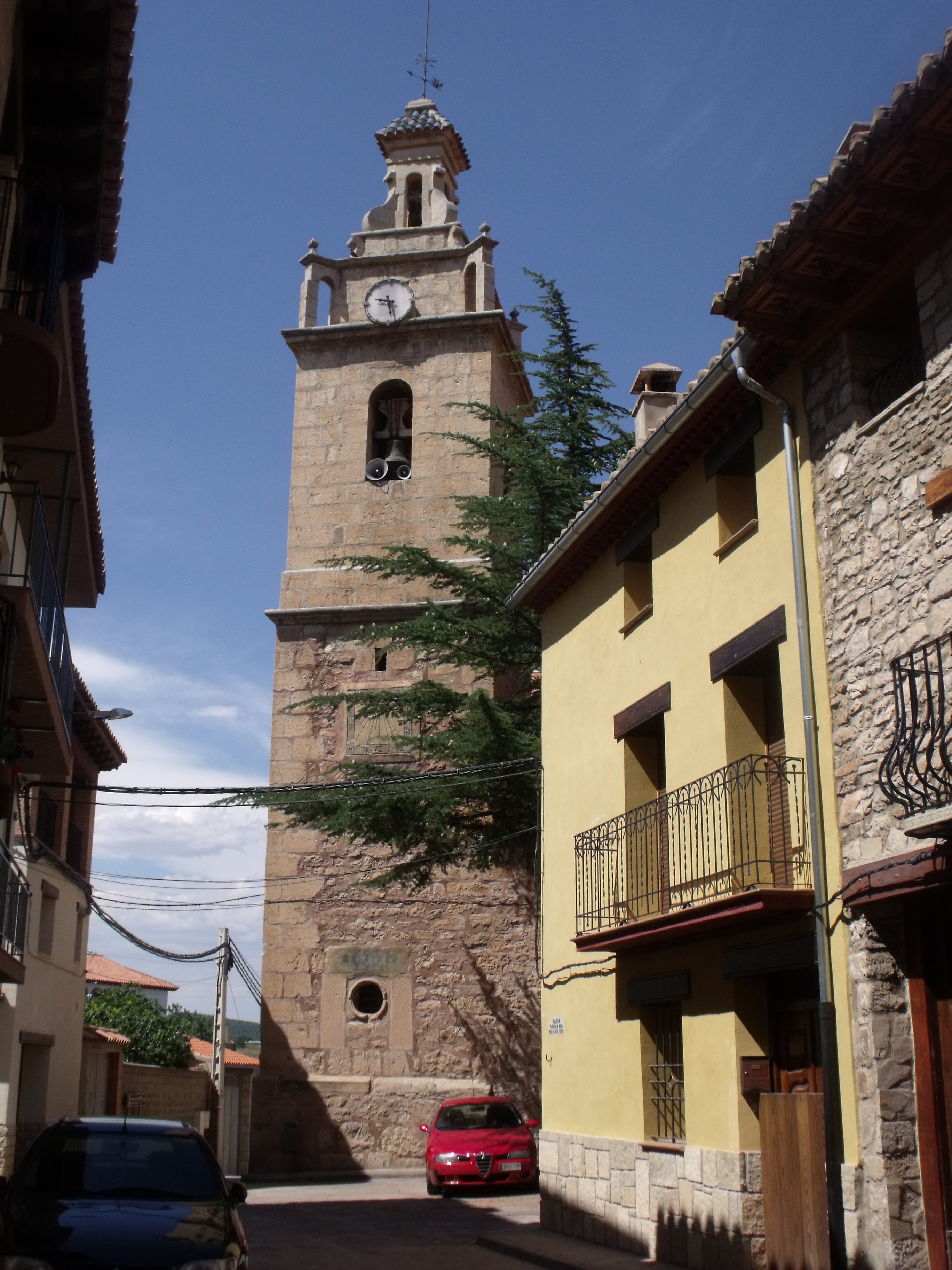
Iglesia de San Antonio Abad

En la localidad hay una iglesia bajo la advocación de San Antonio Abad.

## Personas notables

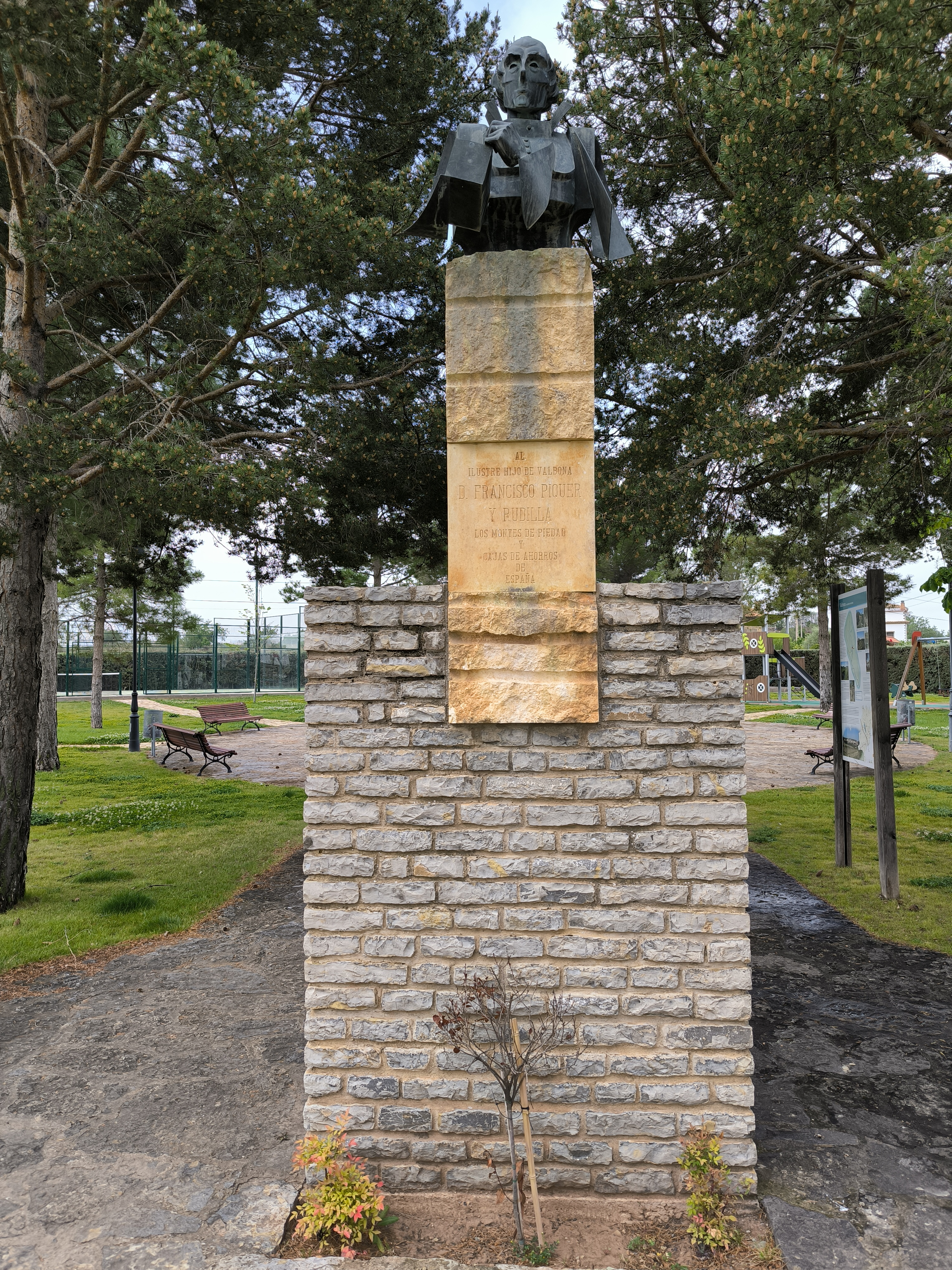
Monumento al Padre Piquer